# Емерик Лапорт
Емерик Жан Луј Жерар Алфонз Лапорт (фр. Aymeric Jean Louis Gérard Alphonse Laporte; Ажен, 27. мај 1994) професионални је шпански фудбалер баскијског порекла, који тренутно игра у саудијској лиги за Ел Наср на позицији штопера.

## Успеси
Атлетик Билбао
- Суперкуп Шпаније (1) : 2015.[4]
- Куп Шпаније: (финале: 2014/15)[5]

 Манчестер сити
- Премијер лига (5) : 2017/18, 2018/19, 2020/21, 2021/22, 2022/23.
- ФА куп (2) : 2018/19,[6] 2022/23.
- Лига куп Енглеске (3) : 2017/18, 2018/19, 2020/21.
- Комјунити шилд (1) : 2018.[7]
- Лига шампиона (1) : 2022/23. (финале: 2020/21)[8]
- Суперкуп Европе (1): 2023.

 Ел Наср
- Куп Саудијске Арабије: (финале: 2023/24)[9]

 Француска до 19
- Европско првенство до 19 година:  2013.[10]

 Шпанија
- Европско првенство (1):  2024.[11]
- Лига нација (1) :  2022/23,[12]  2020/21.[13]

Појединачни
- Идеални тим Ла лиге: 2014.[14]
- Идеални тим Премијер лиге: 2019.[15]